# Canoagem nos Jogos Pan-Americanos de 2023 - K-4 500 m feminino
A competição do K-4 500 m feminino da canoagem nos Jogos Pan-Americanos de 2023 foi disputada em 3 de novembro de 2023 na Lagoa Grande, em San Pedro de la Paz. Um total de 24 canoístas de seis Comitês Olímpicos Nacionais (CON) participaram do evento.

## Calendário
Horário local (UTC−3).
| Data          | Hora  | Fase  |
| ------------- | ----- | ----- |
| 3 de novembro | 10:10 | Final |

## Medalhistas
|  | MEX México                                                         |  | CAN Canadá                                                             |  | ARG Argentina                                                      |
|  | Karina Alanis Brenda Gutiérrez Beatriz Briones Maricela Montemayor |  | Courtney Stott Natalie Davison Riley Melanson Toshka Besharah-Hrebacka |  | Candelaria Sequeira Lucía Dalto Martina Isequilla Sabrina Ameghino |

## Resultados
Uma única prova definiu as medalhistas.
| Pos.              | Canoístas                                                                   | CON                | Tempo   |
| ----------------- | --------------------------------------------------------------------------- | ------------------ | ------- |
| Medalha de ouro   | Karina Alanis Brenda Gutiérrez Beatriz Briones Maricela Montemayor          | MEX México         | 1:34.73 |
| Medalha de prata  | Courtney Stott Natalie Davison Riley Melanson Toshka Besharah-Hrebacka      | CAN Canadá         | 1:35.91 |
| Medalha de bronze | Candelaria Sequeira Lucía Dalto Martina Isequilla Sabrina Ameghino          | ARG Argentina      | 1:36.79 |
| 4                 | Madelen Heredia Daylen Rodríguez Yurieni Guerra Camila Cuello               | CUB Cuba           | 1:36.97 |
| 5                 | Elena Wolgamot Kali Wilding Emma McDonald Mehanaokalaikapomaikai Leafichild | USA Estados Unidos | 1:40.14 |
| 6                 | Maira Toro Daniela Castillo Ysumy Orellana Fernanda Iracheta                | CHI Chile          | 1:41.93 |